# Brežine
Brežine är en ort i Montenegro. Den ligger i den södra delen av landet, 13 km väster om huvudstaden Podgorica. Brežine ligger 198 meter över havet och antalet invånare är 211.
Terrängen runt Brežine är kuperad. Runt Brežine är det ganska glesbefolkat, med 48 invånare per kvadratkilometer. Närmaste större samhälle är Podgorica, 13,4 km öster om Brežine. Omgivningarna runt Brežine är en mosaik av jordbruksmark och naturlig växtlighet.